# Josef Doskočil

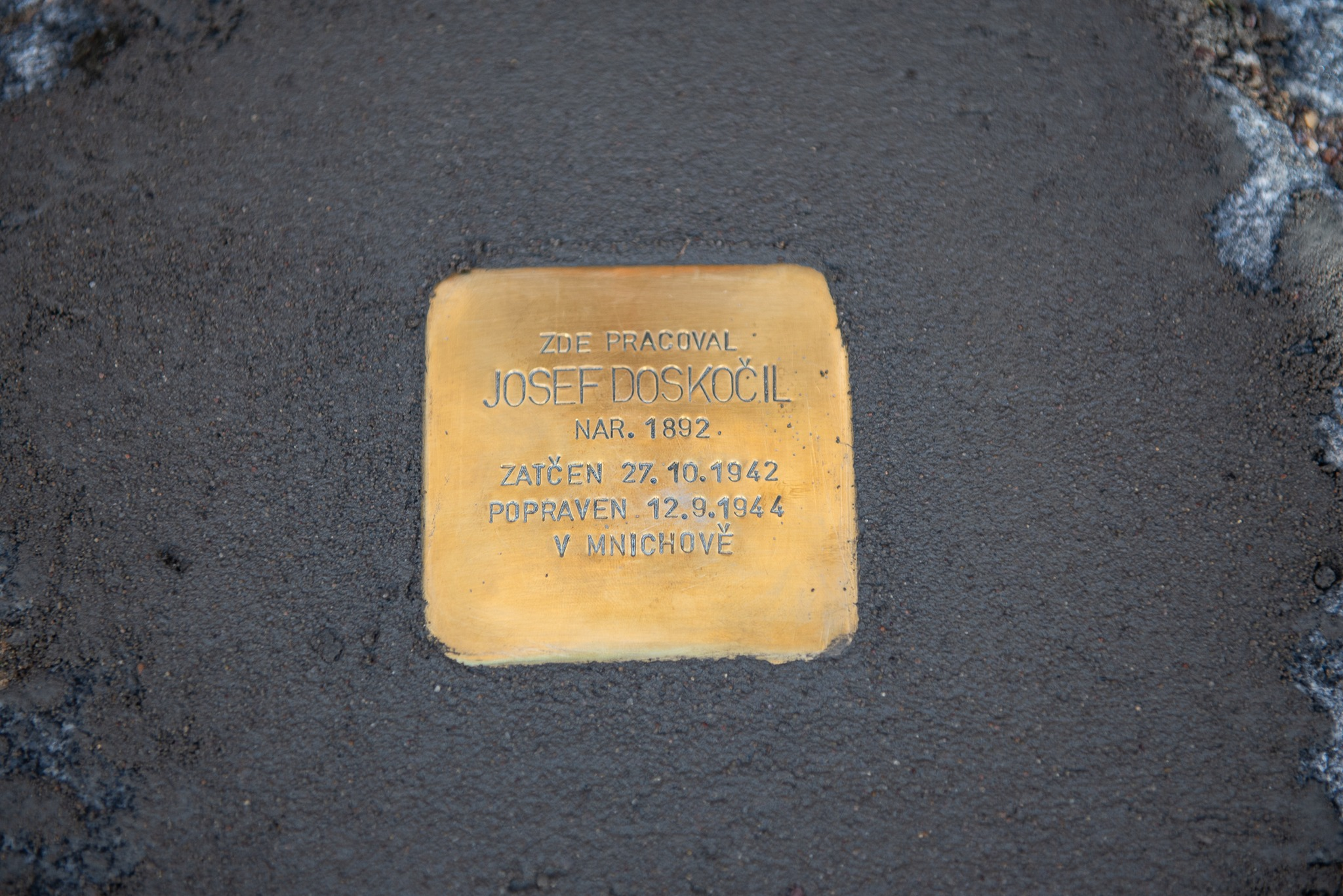
Kámen zmizelého nesoucí jméno Josefa Doskočila byl položen 2. listopadu 2022 v Kolíně v ulici Komenského 182.

Josef Doskočil (5. května 1892 Žabonosy – 12. září 1944 Mnichov, věznice Stadelheim) byl účastník protinacistického odboje během druhé světové války. Byl veřejně činný ve městě Kolíně a působil jako zástupce Karla Hladečka v kolínské skupině Petiční výbor Věrni zůstaneme (PVVZ).

## Život
Josef Doskočil se narodil v Žabonosích v dělnické rodině. Vyučil se strojníkem, pracoval však jako pokladník Okresní nemocenské pojišťovny v Kolíně. Doskočil byl redaktorem místního periodika Středočeské hlasy od 6. ledna 1938 do konce jeho vydávání; členem okresního výboru a členem městské rady v Kolíně. Josef Doskočil byl také členem Kuratoria kolínské obchodní akademie a činovníkem Dělnické tělocvičné jednoty v Kolíně. Pokud jde o politické smýšlení, patřil do Československé sociální demokracie; byl nejen vedoucím funkcionářem strany na Kolínsku, ale i členem župního výkonného výboru strany v Praze. Josef Doskočil předsedal spolku pro péči o zdraví pracujícího lidu v Kolíně "Budoucnost". S Ing. Karlem Hladečkem spolupracoval v rámci Dělnické akademie, pobočky v Kolíně.
Odbojovou činnost Josefa Doskočila není možné přesně datovat; rámcově lze vycházet z práce Karla Hladečka, udávané od 1. prosince 1939 do 13. října 1942. V dostupných pramenech je zachyceno, že Doskočil se v odbojové činnosti zaměřoval zejména na přípravu revolučních národních výborů na Kolínsku, a kromě toho v kolínské skupině PVVZ zastupoval Karla Hladečka.
Gestapo Doskočilovu odbojovou činnost odhalilo a 27. října 1942 byl Josef Doskočil zatčen na svém pracovišti (Okresní nemocenská pojišťovna v Kolíně). Následovalo vyšetřování pro velezradu a věznění v Kolíně, Kutné Hoře, Mladé Boleslavi, v Praze na Pankráci, v Malé pevnosti v Terezíně, v Norimberku a v Mnichově. Lidový soud v Norimberku odsoudil Josefa Doskočila k trestu smrti, na základě čehož byl v roce 1944 popraven.
V roce 1947 byl Doskočil oficiálně uznán účastníkem národního boje za osvobození a v roce 1946 byl oceněn Československým válečným křížem 1939 In Memoriam.
Památku Josefa Doskočila připomíná pamětní deska umístěná na pomníku padlým v 1. světové válce, stojícím v blízkosti železniční stanice Žabonosy. Doskočilovo jméno je také uvedeno na památníku obětem 2. světové války z řad československých sociálních demokratů, který se nachází na hřbitově v Kolíně.
Kámen zmizelého nesoucí jméno Josefa Doskočila byl položen 2. listopadu 2022 v Kolíně v ulici Komenského 182.